# Musée des Arts et Métiers
El Musée des Arts et Métiers és un museu de París que acull les col·leccions del Conservatoire National des Arts et Métiers, que va ser fundat l'any 1794 com a dipòsit per a la protecció d'equips i descobriments científics.
Des de la seva fundació, el museu ha estat allotjat al convent de Saint-Martin-des-Champs a la rue Réaumur al 3r districte de París. Actualment, el museu, que l'any 1990 va patir importants reformes, disposa d'una dependència al costat del monestir, amb objectes de grans dimensions queden al mateix monestir.
El museu té al voltant de 80.000 objectes i 15.000 quadres a la seva col·lecció, amb 40.000 a París. Entre la col·lecció hi ha una versió original del pèndol de Foucault.
Aquest museu apareix en obres escrites com l'escena clímax de la novel·la El pèndol de Foucault d'Umberto Eco.
Es pot accedir al museu a través de l'estació d'Arts et Métiers del metro de París.